# Israel Katz
Israel Katz (hebraico: יִשְׂרָאֵל כַּץ Yisrael Katz; Ascalão, 21 de setembro de 1955) é um político israelita membro do Knesset pelo Likud, atualmente servindo como Ministro da Defesa de Israel. Foi membro do Gabinete de Segurança de Israel, além de ter servido também como Ministro da Agricultura, Ministro dos Transportes, Ministro de Inteligência, Ministro de Energia, Ministro das Finanças e Ministro das Relações Exteriores.

## Biografia
Israel Katz nasceu em Ascalão em 21 de setembro de 1955. Seus pais, Meir Katz e Malka, são sobreviventes do Holocausto da região de Maramureș, Romênia. Katz cresceu na moshav Kfar Ahim. Ele serviu nas Forças de Defesa de Israel. Em 1973, serviu na Brigada Paraquedista como soldado e líder de esquadrão. Em 1976, formou-se em uma escola de candidatos a oficial e retornou à Brigada Paraquedista como líder de pelotão. Após sua dispensa em 1977, graduou-se em Bachelor of Arts e Master of Arts pela Universidade Hebraica de Jerusalém. No início dos anos 80, foi presidente do sindicato dos estudantes. Em março de 1981, foi expulso da universidade por um ano após participar de um protesto contra a violência árabe no campus. Entre outras coisas, o reitor da universidade, Raphael Mechoulam, foi preso em seu quarto.
Katz é casado e tem dois filhos.

## Carreira política
Ketz foi listado como 45o na lista do Likud nas eleições legislativas de Israel em 1992, mas não recebeu cargo pelo partido ter conquistado apenas 32 assentos. Nas eleições gerais de Israel em 1996, ficou em 34o na lista da Likud-Gesher-Tzomet, mas não recebeu cargo pela aliança política ter conquistado apenas 32 assentos. Porém, em novembro de 1998 entrou no Knesset para substituir a cadeira de Ehud Olmert. Foi reeleito em 1999 e 2003. Em sua segunda reeleição, tornou-se Ministro da Agricultura do governo Ariel Sharon. Em janeiro de 2006, deixou o gabinete após a cisão Likud-Kadima. Foi reeleito nas eleições do mesmo ano.
Em janeiro de 2004, Katz anunciou um plano para aumentar substancialmente o número de colonos nas Colinas de Golã. Em março, ele sugeriu criar um referendo entre todos os membros registrados no Likud. O ato faria com que Ariel Sharon, que estava tentando mobilizar a opinião pública a apoiar seu plano de retirada unilateral de Israel, contornasse a oposição interna no Likud, que era feita por lobistas dos colonos. Katz, Benjamin Netanyahu, Silvan Shalom e Limor Livnat anunciaram que sairiam do governo dentro de duas semanas se Sharon não concordasse em fazer o referendo. No mesmo período, Katz e a Organização Sionista Mundial fizeram lobby para que fossem destinados $ 32 milhões para incentivos e subsídios para as colônias no lado oeste da Cisjordânia.
Em março de 2007, a polícia de Israel recomendou processar Katz sob acusações de fraude e quebra de confiança ligada a apadrinhamentos políticos no Ministério da Agricultura durante seu mandato. O relatório apontou 24 empregados sazonais no ministério que eram membros do Comitê Central do Likud ou que eram filhos dos membros. a polícia enviou o material investigativo para o distrito central da ação penal, que negou o processo.[carece de fontes?]
Katz concorreu para a liderança do Likud em dezembro de 2005, recebendo 8,7% dos votos.
Ele recebeu o 11o lugar na lista do Likud para as eleições legislativas de Israel em 2009, onde conseguiu manter seu assento e foi nomeado como Ministro dos Transportes no governo Netanyahu. Em julho de 2009, ele decidiu substituir todos os sinais de trânsito de Israel para que houvesse uma tradução em hebraico em todas as placas que estivessem em inglês ou árabe.
Em fevereiro de 2010, a Suprema Corte de Israel ordenou que Katz tomasse providências após a decisão que a segregação de gênero em ônibus públicos, que era feita pelos haredis, era ilegal. Katz anunciou que os ônibus poderiam continuar portando as placas de segregação, sugerindo que a prática era voluntária. A comunidade haredi considerou a decisão como uma vitória. Juizes da Suprema Corte criticaram a decisão.

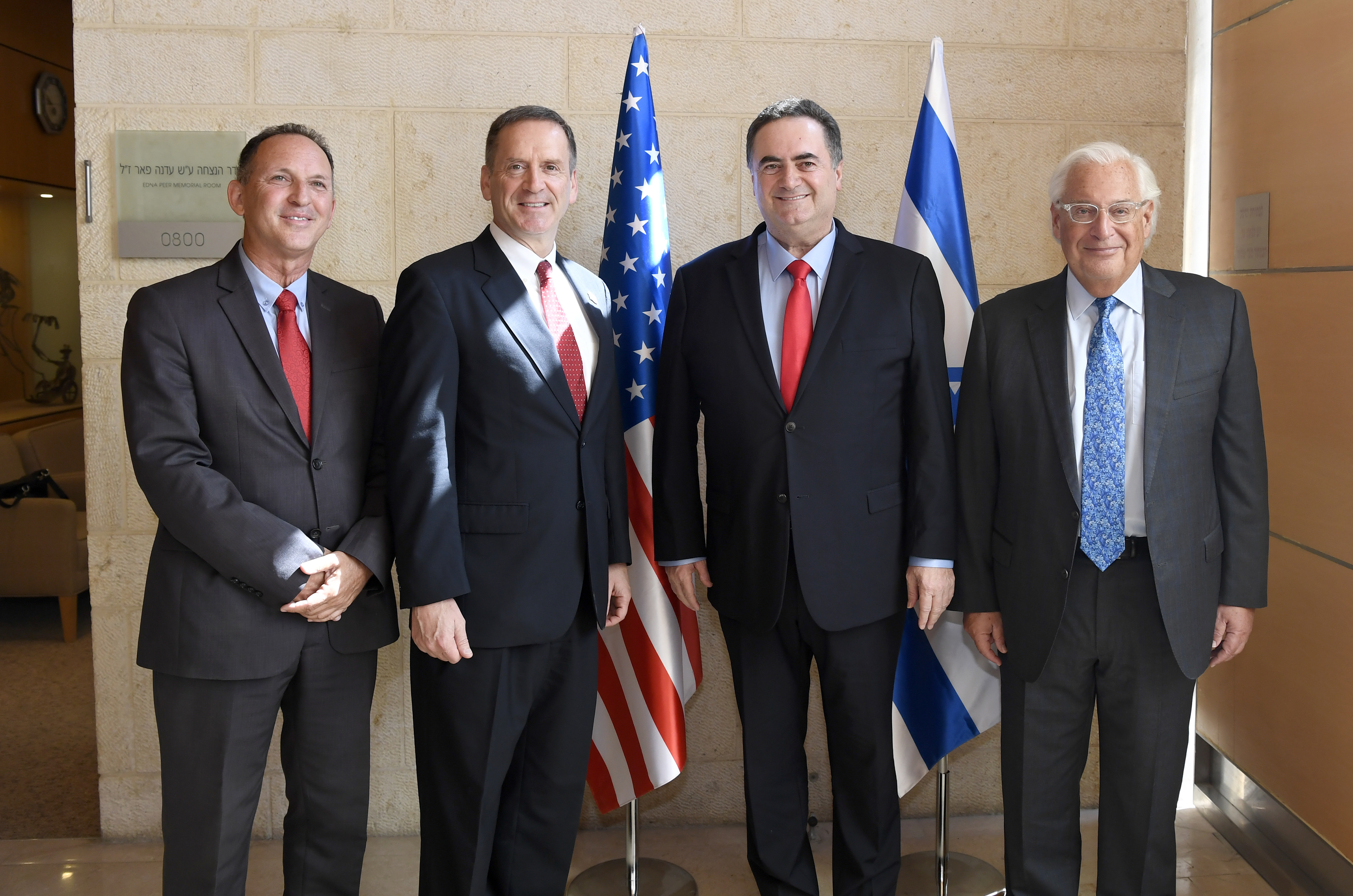
Katz com o Embaixador dos Estados Unidos em Israel David M. Friedman (direita) em agosto de 2019.

Em julho de 2011, Katz confirmou que o Estado subsidiava passes de ônibus mais baratos para as colônias do lado oeste da Cisjordânia do que a Linha Verde. A justificativa seria que a medida incentivaria que os colonos andassem em transportes públicos blindados, que causaria uma grande redução nos gastos estatais com a proteção cedida por militares e seguranças para veículos privados.
Reelegeu-se nas eleições de 2013 e foi nomeado como Ministro dos Transportes do novo governo Netanyahu. Foi posto em 4o na lista do Likud para as eleições legislativas de Israel em 2015, onde foi reeleito e nomeado Ministro de Inteligência do quarto governo Neatanyahu. Ele serviu simultaneamente como Ministro dos Transportes.
Em fevereiro de 2019, Katz tornou-se Ministro das Relações Exteriores.
Em 17 de maio de 2020, Katz tornou-se Ministro das Finanças do recém-eleito governo Netanyahu-Gantz.

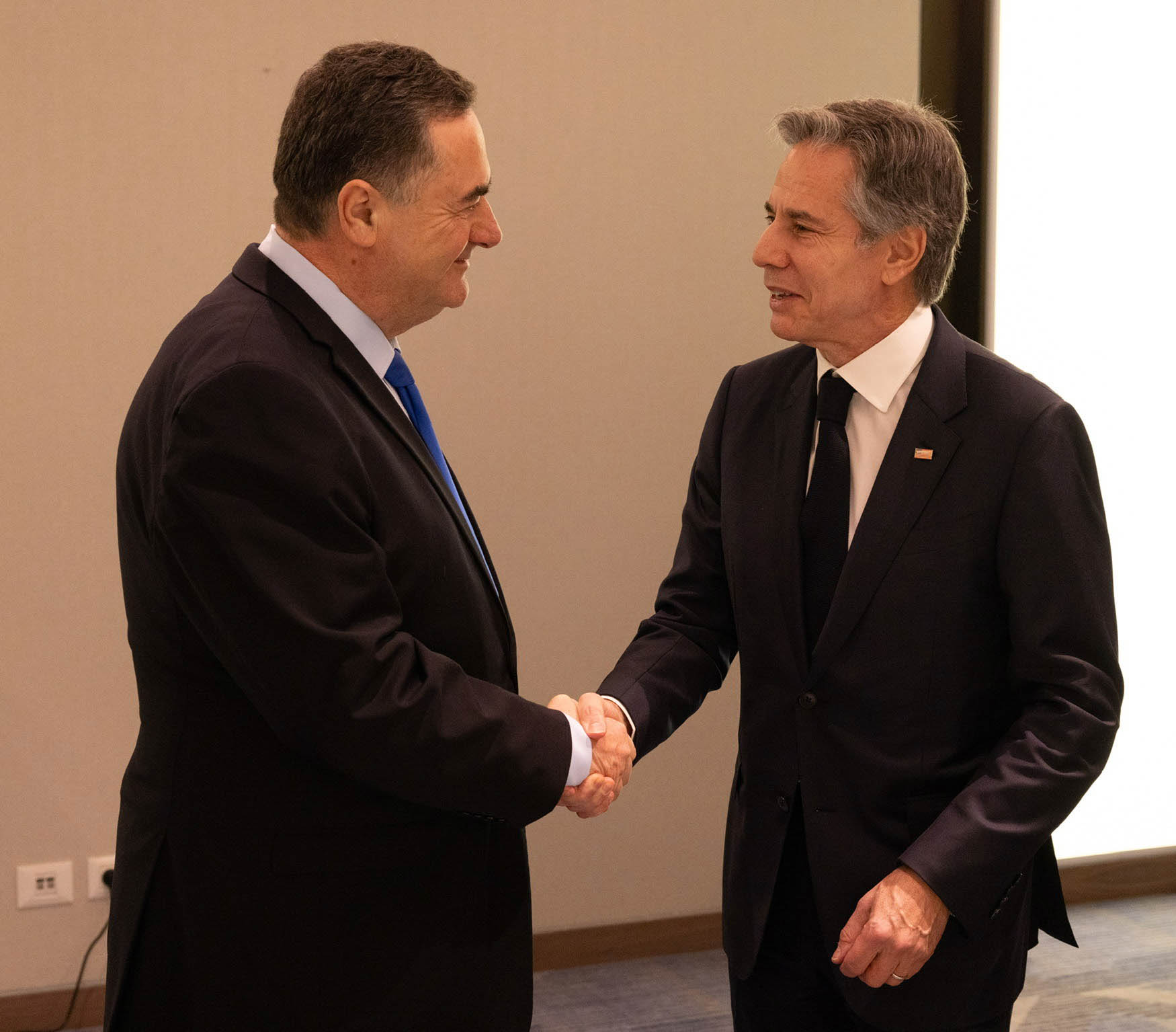
Katz com o Secretário de Estado americano Antony Blinken em Tel Aviv, 9 de janeiro de 2024.

Em 1 de janeiro de 2024, foi nomeado novamente Ministro das Relações Exteriores após um acordo para a divisão de poderes com o Knesset que levou a queda de Eli Cohen. Em fevereiro de 2024, Ketz atacou a imagem do presidente brasileiro Luiz Inácio Lula da Silva após ele comparar a Guerra Israel-Hamas com o Holocausto. Ketz levou o embaixador do Brasil em Israel, Frederico Meyer, para o Museu do Holocausto e postou no Twitter uma imagem gerada por inteligência artificial de brasileiros e israelenses se abraçando com texto escrito "ninguém vai separar nosso povo - nem mesmo você @LulaOficial". A postagem o levou a sofrer um vampetaço de internautas brasileiros, onde o pênis do jogador de futebol Vampeta foi censurado com frases como “cessar-fogo” e “Israel não é um Estado legítimo”, e também chamando o primeiro-ministro de Israel, Benjamin Netanyahu, de “criminoso de guerra”.

## Visões e opiniões

### Paz e segurança
Ketz é considerado um linha-dura dentro do governo israelense. Sua visão da Cisjordânia é anexacionista; ele apoia o avanço das construções coloniais,[carece de fontes?] a soberania israelense por todo o oeste da Cisjordânia e o fim das relações com a Autoridade Nacional Palestiniana. Ele se opõe a solução de dois Estados ou a criação de qualquer estado palestino por considerar que os israelenses tenham direito sobre suas terras. Katz propôs que os palestinos criassem uma pequena entidade com afiliação civil e política na Jordânia, e que a Faixa de Gaza fosse anexada ao Egito. Ele se opõe a ceder qualquer território das Colinas de Golã, que foram tomadas da Síria na Guerra dos Seis Dias por "ser uma parte integral de Israel e vital para sua segurança e proteção".

### Terrorismo e defesa
Após os atentados em Bruxelas em março de 2016, Ketz envolveu-se em uma controvérsia quando fez comentários "duros" na rádio Kol Yisrael sobre a inabilidade da Bélgica e o Mundo Ocidental de combater o terrorismo islâmico. Katz afirmou que "a primeira regra da guerra é conhecer seu inimigo, e a Europa e o atual governo americano não estão dispostos a acabar com essa guerra contra o terrorismo islâmico. Se a Bélgica continuar comendo chocolate e aproveitar a vida, e continuar com a aparência de que são grandes democratas e liberais, eles não estarão cientes de que alguns muçulmanos em seus países estão organizando o terror, e não serão capazes de combatê-los". A frase "belgas comedores de chocolate" foi amplamente usada na mídia ocidental e ridicularizada no Twitter, e Katz foi criticado por passar uma imagem negativa de Israel ao mundo.
Em março de 2016, Katz enviou um projeto de lei ao Kenesset que daria permissão ao governo de Israel para deportar famílias de terroristas se fosse provado que eles sabiam, encorajaram ou ajudaram no ataque. O projeto de lei recebeu grande apoio da coalisão governamental e membros-chave da oposição no parlamento.
No mesmo mês, Ketz argumentou que o governo de Israel deveria executar "eliminações de alvos civis" contra os líderes do Boicote, Desinvestimento e Sanções. A expressão usada é um trocadilho com a palavra em hebraico para "assassinatos de alvos".

### Antissemitismo polonês
Durante uma entrevista a um canal de TV israelense, Katz citou a frase de Yitzhak Shamir, que poloneses "sugavam antissemitismo dos seios de suas mães". Em fevereiro de 2019, o Primeiro-Ministro polonês Mateusz Morawiecki cancelou sua viagem para Israel, afirmando que a frase foi "inaceitável" e "racista".

### Erdogan
Em agosto de 2014, após o Primeiro-Ministro da Turquia Recep Tayyip Erdogan acusar Israel de cometer "genocídio sistemático" contra os árabes palestinos em Gaza durante a Operação Margem Protetora, Katz citou o genocídio armênio de 1915 e rejeitou as acusações de defender Israel dos "amigos do movimento islâmico" de Erdogan.